# Jos Cuypers
Josephus Theodorus Joannes Cuijpers, Nachname jedoch allgemein in der Schreibweise Cuypers, mit Vornamen auch verbreitet kurz Joseph oder Jos genannt, (* 10. Juni 1861 in Roermond; † 20. Januar 1949 in Meerssen) war ein niederländischer Architekt und Unternehmer.

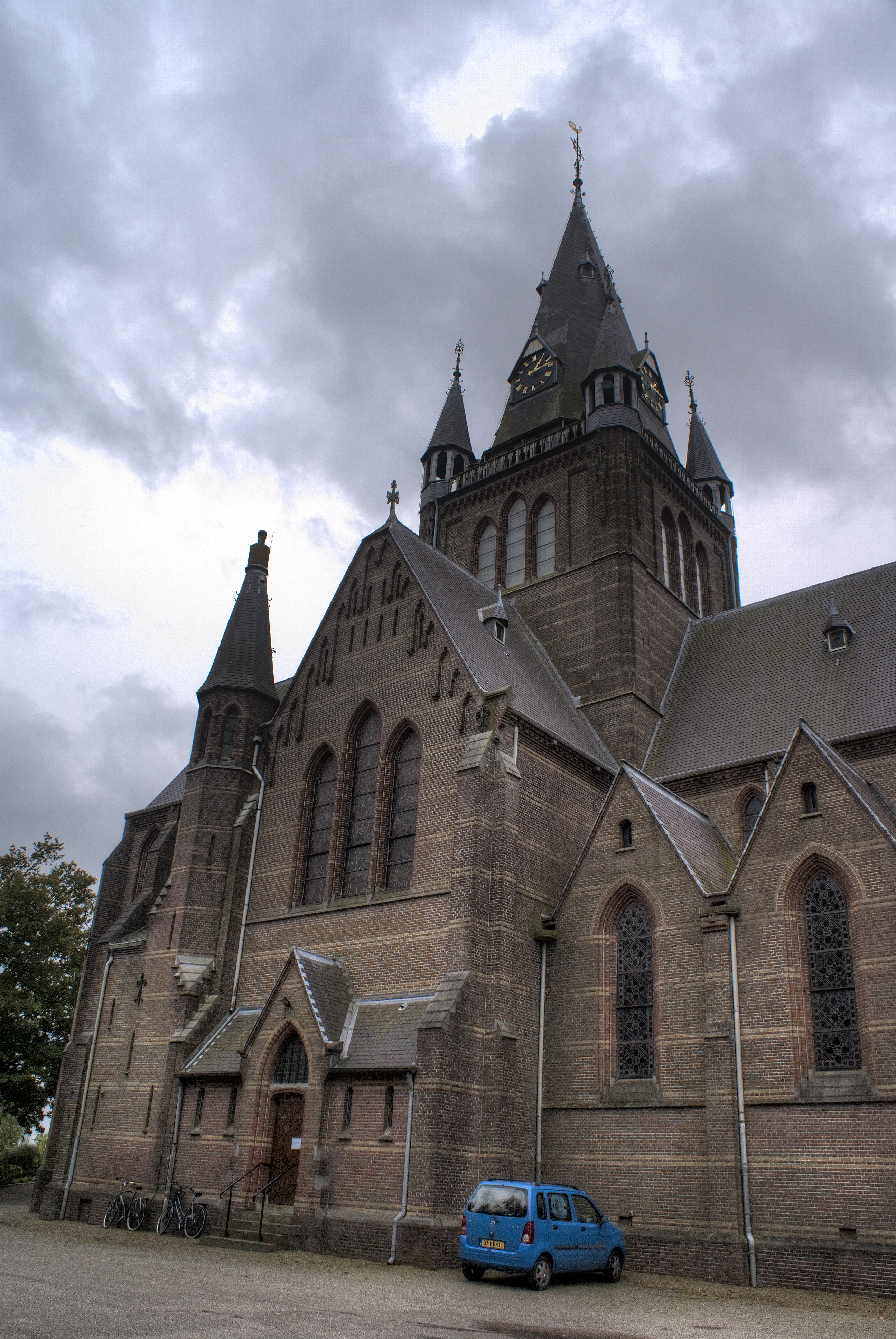
Sint Urbanuskerk in Nes aan de Amstel

## Leben
Joseph Cuypers war das älteste Kind aus der Ehe des niederländischen Architekten Pierre Cuypers mit seiner zweiten Frau Antoinette Catherine Thérèse (genannt „Nenny“) Alberdingk Thijm.

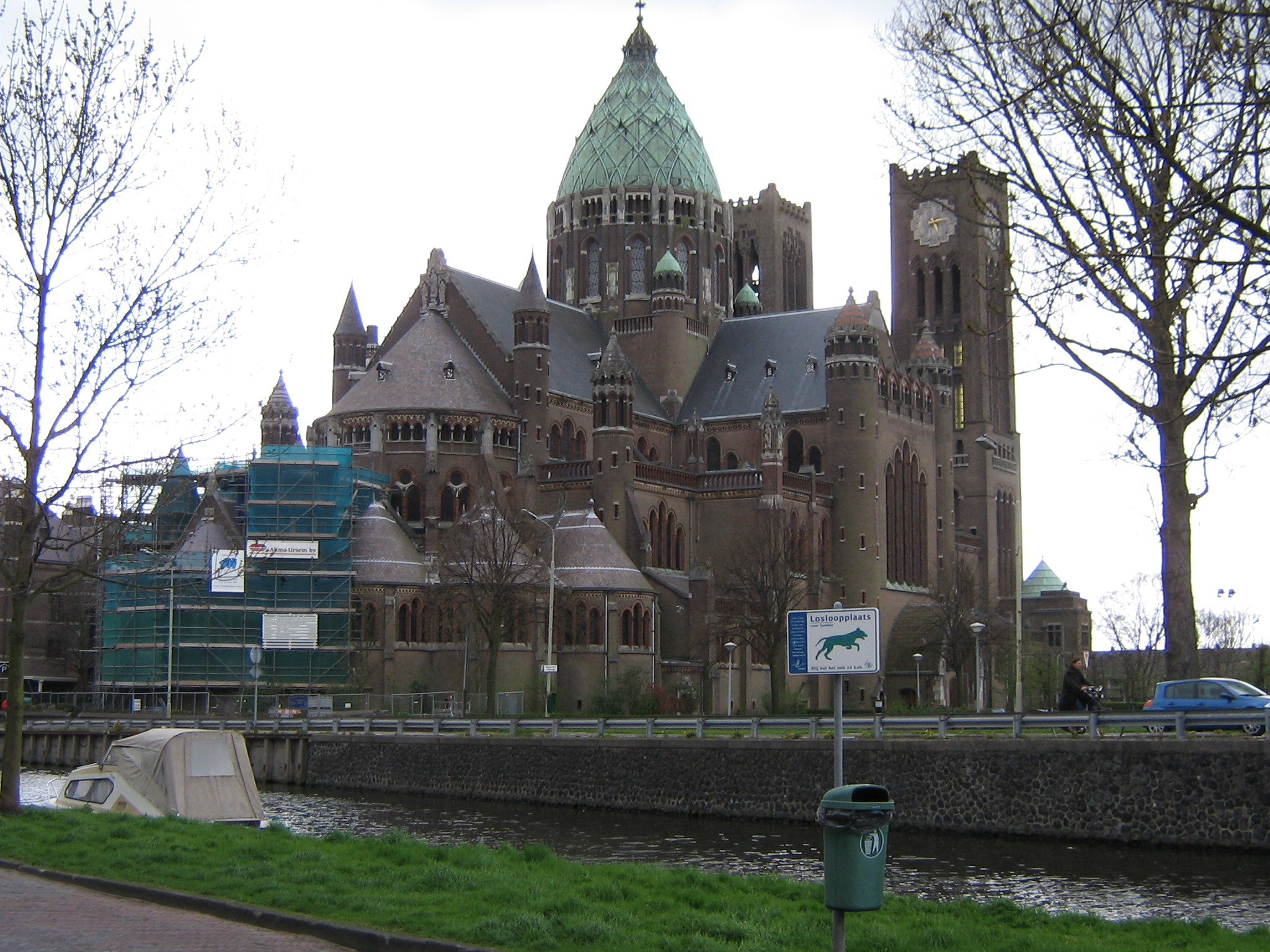
Bavokathedraal, Haarlem

Die zunächst noch in der Heimatstadt des Vaters, in Roermond, wohnhafte Familie Cuypers verzog 1865 nach Amsterdam. Joseph Cuypers besuchte als Internatsschüler die Höhere Bürgerschule im Kloster Rolduc bei Kerkrade. Anschließend studierte er vier Jahre lang an der Polytechnischen Schule in Delft. Das Studium schloss er 1883 als Baukundiger und Zivilingenieur ab. Nach einem Jahrespraktikum und einer siebenmonatigen Studienreise begann er 1885 im Büro seines Vaters als Zeichner mitzuarbeiten.
Nachdem die von seinem Vater mitgegründete Firma Cuypers & Stoltenberg in Roermond, welche auf die Herstellung von christlicher Bildhauerkunst, Kirchenmalerei und Kirchenmöbel spezialisiert war, aufgrund von Differenzen zwischen Pierre Cuypers senior und Frans Hubert Stoltzenberg aufgelöst worden war, gründeten Joseph Cuypers und sein Vater 1892 als Partner die Firma Cuypers & Co.
Am 2. Januar 1889 schloss Jos Cuypers mit Delphine Marie Clara Antonie Povel den Ehebund. Aus der Verbindung gingen drei Söhne und zwei Töchter hervor. Der Sohn Pierre wurde ebenfalls Architekt.
In Nachfolge seines Vaters war Joseph Cuypers ab 1890 an der Rijksschool voor Kunstnijverheid (staatliche Kunstgewerbeschule) in Amsterdam als Lehrer tätig; weitere Lehrtätigkeiten folgten ebenso wie publizistische Arbeiten im Bereich der Architektur.
Mit dem Architekten Jan Stuyt (1868–1934) gründete er 1900 ein eigenes Architekturbüro, blieb jedoch dem Büro seines Vaters weiterhin verbunden. Die Partnerschaft mit Stuyt endete 1908. Zusammen mit seinem Sohn Pierre betrieb er ab 1920 ein Architekturbüro in seiner Heimatstadt Roermond.

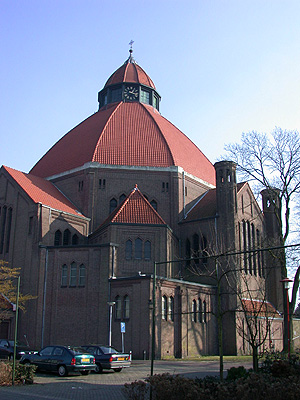
St. Laurentiuskerk, Dongen

## Werke
Jos Cuypers war ein Architekt des Übergangs vom Historismus zur Moderne.
Während der ersten Zeit der Zusammenarbeit mit seinem Vater folgte er konsequent dem neugotischen Stil. Spätere Arbeiten zeigen deutliche eklektizistische Einflüsse und kombinieren verschiedene unterschiedliche Stilrichtungen. An Projekten, die er zusammen mit dem Vater ausführte, lässt sich eine eindeutige Zuordnung der Anteile von Vater und Sohn am Gesamtwerk kaum vornehmen. Bauwerke, die er in dieser ersten Phase seiner Tätigkeit alleine entwarf, zeigen hingegen deutliche Unterschiede zu den Arbeiten des Vaters. Joseph Cuypers selbst strebte nach stilistischer Erneuerung, wollte aber diese aber auf der Grundlage der Tradition und nicht in Form einer Revolution erreichen.
Der erste eigenständige Kirchenentwurf von Jos Cuypers war der der Kirche in Nes aan de Amstel (1888). Als bedeutendster Kirchenbau von Joseph Cuypers gilt die St.-Bavo-Kathedrale in Haarlem. Die in drei Hauptbauabschnitten (Chor zwischen 1895 und 1898, Querhaus und Kirchenschiff von 1902 bis 1906 und die Doppelturmfassade von 1927 bis 1928) errichtete Kirche zeigt exemplarisch den Wandel im Stil Cuypers auf. Ist der Chor noch im wesentlich neugotisch mit neuromanischen Entlehnungen, präsentieren sich Querhaus und Schiff in einer eklektizistischen Mischung von byzantinischen und maurischen Stilelementen mit Anklängen an den Jugendstil. Als Gemeinschaftswerk folgte noch die St.-Calixtus-Basilika in Groenlo.

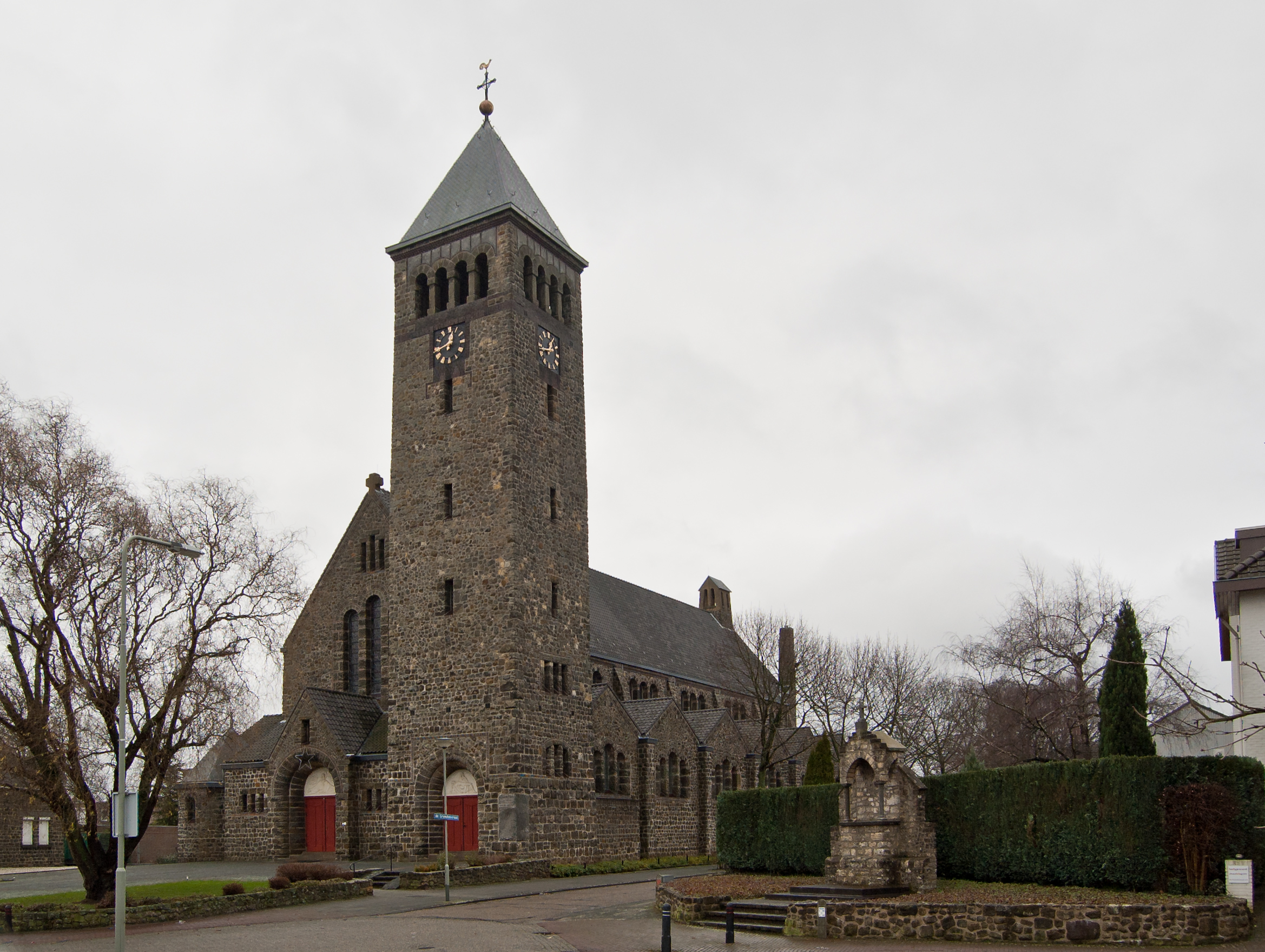
Salviuskerk, Limbricht (1922, unter Mitarbeit seines Sohnes Pierre)

Nach der Trennung von Stuyts verwirklichte Cuypers zusammen mit seinem Sohn mehrere Kirchen, die das Motiv des Zentralbaues aufgriffen, so zum Beispiel St. Quirimus in Halsteren (1911) oder die St. Laurentiuskerk in Dongen (1918–1921).
Später kehrte Cuypers wieder zum basilikalen Kirchenbau zurück, so bei der Marienkirche in Renkum (1923) und der St. Remigiuskerk in Schimmert (1924).

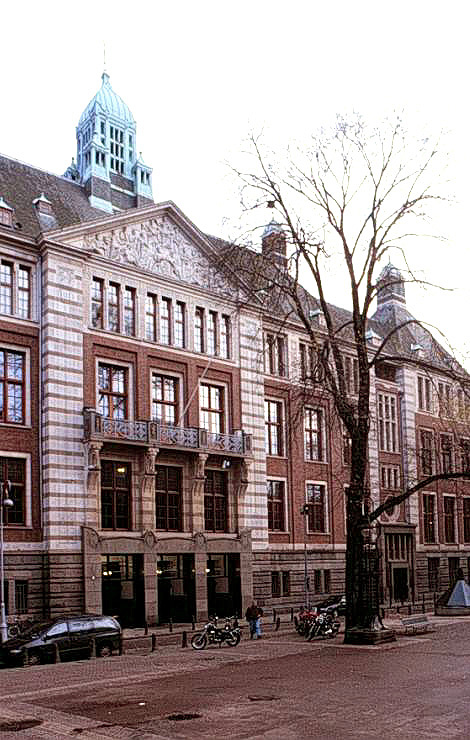
Effektenbörse in Amsterdam

Als sein wichtigster profaner Bau gilt die Effektenbörse in Amsterdam (1909–1912).
Neben dem Entwurf von Neubauten war Jos Cuypers auch in der Instandsetzung historischer Bauwerke tätig. Hier sind beispielsweise die Kirche St. Pancratius in Heerlen (1901–1903) und die Basilika zum Heiligen Sakrament in Meerssen (1937) sowie, zusammen mit seinem Vater, die Wiederherstellung und der Ausbau des Kasteel de Haar bei Utrecht zu nennen.